# Transmutació dimensional
En física de partícules, la transmutació dimensional és un mecanisme físic que proporciona una connexió entre un paràmetre adimensional i un de dimensional.
En teoria clàssica de camps, tal com en la teoria de gauge dins l'espaitemps amb quatre dimensions, la constant d'acoblament determinant la força d'una interacció donada és una constant adimensional. Tanmateix, després de quantitzar la teoria, les correccions quàntiques (bucles en teoria de pertorbació) fan aparèixer divergències logarítmiques que introdueixen una dependència de la "constant" en l'escala d'energia típica dels processos sota consideració, anomenada l'escala del grup de renormalització (RG). Aquest "running" de l'acoblament ve determinat per la funció beta del grup de renormalització.
La interacció pot ser, doncs, caracteritzada per un paràmetre dimensional Λ, representant el valor de l'escala de RG a la qual l'acoblament divergeix. En el cas de la cromodinàmica quàntica (QCD), aquesta escala d'energia Λ és anomenada l'escala de la QCD, de valor Λ~220 MeV a partir de la qual l'acoblament decreix logarítmicament amb l'energia μ.
La teoria de pertorbació només és vàlida per a un acoblament (adimensional) g ≪ 1. En el cas de la QCD, l'escala d'energia Λ és un tall a l'infraroig, tal que μ ≫ Λ implica g ≪ 1, amb μ ≫ Λ l'escala de RG. Mentre que en el cas de teories com l'Electrodinàmica quàntica (QED), Λ és un tall a l'ultraviolat, tal que μ ≪ Λ implica g ≪ 1 ≪ 1.
Altrament dit, la simetria conforme de la teoria clàssica és trencada de forma anòmala amb la quantització, tot introduint una escala de massa.